# Nationaal park West Cape Howe
Het nationaal park West Cape Howe is een nationaal park in de regio Great Southern in West-Australië. Het ligt aan de zuidkust tussen Denmark en Albany en is een populaire bestemming voor sportvissers. Torbay Head, het meest zuidelijke punt van West-Australië, ligt in het park.

## Geschiedenis
De oudste archeologische vondsten in de streek wijzen op menselijke aanwezigheid sinds 18.850 jaar geleden.
Kapitein George Vancouver verkende er de kust in 1791 en noemde het meest zuidelijke punt 'Cape Howe', naar een admiraal van de Royal Navy. Matthew Flinders deed de kaap in 1801 aan en voegde 'West' aan de naam toe omdat er reeds een 'Cape Howe' in het oosten van Australië bestond.
Ten tijde van de Europese kolonisatie leefden volgens Norman Tindale de Minang Nyungah in het gebied.
De eerste Europeanen die zich in het begin van de 19e eeuw in de streek vestigden waren robben- en walvisjagers. In de jaren 1830 vestigden de eerste pastoralisten zich in de streek. Hugh McDonald vestigde zich in Torbay maar zijn pastorale onderneming mislukte. In de jaren 1880 bouwde de onderneming 'Millars' er een houtzaagmolen en legde een spoorweg naar Albany aan. Tegen 1905 was alle houtontginning en -productie in de streek stopgezet en tegen de jaren 1950 liepen de pastorale activiteiten er op hun einde. In de jaren 1960 werd vanop 'Shelley Beach' met commerciële visserij begonnen.
Het latere nationaal park werd in 1977 als recreatiegebied in de Shire of Albany ondergebracht. In 1985 werd het nationaal park West Cape Howe officieel gesticht.

## Beschrijving
Het nationaal park West Cape Howe ligt aan de Indische Oceaan, in de regio Great Southern in West-Australië, tussen Denmark en Albany, 440 kilometer ten zuidzuidoosten van de West-Australische hoofdstad Perth. Enkel 'Shelley Beach' is bereikbaar zonder 4x4-aandrijving, en heeft een camping met sanitaire voorzieningen. Er wordt echter in het hele park gecampeerd.
Het duizend kilometer lange Bibbulmunwandelpad loopt door het park. Er liggen verscheidene stranden waaronder 'Shelley Beach', 'Golden Gates Beach' en 'Dunsky Beach' in het park. Vanop de 'Shelley Beach Lookout' kan men aan hanggliding doen. Golden Gates Beach heeft een bij surfers gekende brekerzone. 'Dunskey Beach' heeft een trailerhelling. Vanop alle stranden wordt gevist, gezwommen en gesnorkeld. Ook vanop de kliffen wordt gevist, en aan rotsklimmen gedaan. De paden die het park doorkruisen worden zowel door paardrijders, wandelaars als 4x4-liefhebbers gebruikt.

## Fauna en flora

### Flora
Het park gaat van kliffen en stranden in het zuiden over naar duinen. Op de hogere zandgronden is de Agonis flexuosa dominant en groeit onder meer Banksia grandis, Lysinema ciliatum, Leucopogon revolutu, Olearia axillaris, Acacia pulchella, Acacia humilis, Hakea prostrata en Kennedia coccinea. Hogerop groeien bossen met lage jarrahbomen en ten slotte - het meest noordelijk - met hoge karribomen. Tegen de jaren 1990 waren in het park bijna vijfhonderd plantensoorten waargenomen waaronder de bedreigde Pterostylis turfosa. Veel plantensoorten zijn vatbaar voor het in het park voorkomende wortelrot Phytophthora cinnamomi, 'dieback' genoemd in Australië.

### Fauna
Tussen 1972 en 1982 werden in het park een aantal onderzoeken naar de aanwezige fauna uitgevoerd. Er werden in totaal 214 gewervelde diersoorten waargenomen waaronder:
Zoogdieren
- Pseudocheirus occidentalis
- gewone kortneusbuideldas
- zwartstaartbuidelmarter
- gespikkelde buidelmuis
- tammarwallaby

Vogels
- harlekijndikkop
- roodoorastrild
- slechtvalk
- westelijke grondpapegaai
- zwarte woudaap

## Klimaat
Het park kent een mediterraan klimaat met milde zomers, vochtige winters, een gemiddelde jaarlijkse temperatuur rond 15 °C en een gemiddelde jaarlijkse neerslag van ongeveer 1000 mm.
Alexander Morrison · 
Avon Valley · 
Badgingarra · 
Bandiln͟gan (Windjana Gorge) · 
Beelu · 
Boorabbin · 
Brockman · 
Cape Arid · 
Cape Le Grand · 
Cape Range · 
Cliff Spackman · 
Collier Range · 
Dan͟ggu · 
D'Entrecasteaux · 
Dimalurru (Tunnel Creek) · 
Drovers Cave · 
Drysdale River · 
Eucla · 
Fitzgerald River · 
Francois Peron · 
Frank Hann · 
Gloucester · 
Goldfields Woodlands · 
Goongarrie · 
Gooseberry Hill · 
Greater Beedelup · 
Greenmount · 
Hassell · 
Hidden Valley · 
John Forrest · 
Kalamunda · 
Kalbarri · 
Karijini · 
Karlamilyi · 
Kennedy Range · 
Lawley River · 
Leeuwin-Naturaliste · 
Lesmurdie Falls · 
Lesueur · 
Millstream-Chichester · 
Mitchell River · 
Moore River · 
Mount Augustus · 
Mount Frankland · 
Mount Roe-Mount Lindesay · 
Nambung · 
Neerabup · 
Peak Charles · 
Porongurup · 
Purnululu · 
Scott · 
Serpentine · 
Shannon · 
Sir James Mitchell · 
Stirling Range · 
Stokes · 
Tathra · 
Torndirrup · 
Tuart Forest · 
Unnamed (Nr. 17519) · 
Unnamed (Nr. 46400) · 
Walpole-Nornalup · 
Walyunga · 
Warren · 
Watheroo · 
Waychinicup · 
Wellington · 
West Cape Howe · 
William Bay · 
Wolfe Creek Meteorite Crater · 
Yalgorup · 
Yanchep
Overzicht Nationale parken in:
 Australië · New South Wales · Noordelijk Territorium · Queensland · Zuid-Australië · Tasmanië · Victoria · West-Australië